# 225 до н. е.

## Події
- Римські консули Гай Атілій Регул та Луцій Емілій Пап.
- Битва при Теламоні — римські легіонери розгромили союз кельтських племен та захопили північну Італію.

### Астрономічні явища
- 12 січня. Часткове сонячне затемнення.[1]
- 6 липня. Часткове сонячне затемнення.[1]
- 31 грудня. Гібридне сонячне затемнення.[1]

## Померли
- Анероест, кельтський вождь
- Гай Атілій Регул, римський консул, загинув у битві
- Селевк II, цар Держави Селевкідів